# Babice (Vysočina)
Babice é uma comuna checa localizada na região de Vysočina, distrito de Třebíč.